# Malaysia Airlines-vlucht 17
Malaysia Airlines-vlucht 17 (ook wel MH17, onder code sharing met KLM ook aangeduid als KL4103) was een vaste lijndienst in de burgerluchtvaart vanaf Amsterdam (luchthaven Schiphol) naar Kuala Lumpur. Op 17 juli 2014 stortte een Boeing 777-200ER van Malaysia Airlines met vluchtnummer MH17 neer bij het Oost-Oekraïense dorp Hrabove in de oblast Donetsk, nadat het toestel geraakt was door een Russische luchtdoelraket. Rondom Donetsk was op dat moment de Russisch-Oekraïense Oorlog gaande. Aan boord waren 298 mensen: 283 passagiers en vijftien bemanningsleden. 196 inzittenden hadden de Nederlandse nationaliteit en vier de Belgische nationaliteit. Er waren geen overlevenden.
Het onderzoek op de plaats van de ramp en het bergen van lichamen en persoonlijke bezittingen verliepen moeizaam. De brokstukken lagen verspreid over een groot gebied waar pro-Russische separatisten en het Oekraïense leger gewapende strijd leverden.
De oorzaak van de ramp werd onderzocht door de Nederlandse Onderzoeksraad voor Veiligheid, die concludeerde dat het vliegtuig op tien kilometer hoogte neergehaald is door een raket van het type Boek. De VN-Veiligheidsraad was unaniem in zijn oordeel dat het vliegtuig was neergehaald, echter zonder een oorzaak of schuldige partij aan te wijzen. De actie werd veroordeeld in VN-Veiligheidsraadsresolutie 2166.
In 2017 kozen de landen die gezamenlijk strafrechtelijk onderzoek deden in een Joint Investigation Team – Nederland, Australië, België, Maleisië en Oekraïne – voor vervolging en berechting in Nederland bij een reguliere rechtbank, naar Nederlands recht. Rusland maakte geen deel uit van het JIT.
Op 17 november 2022 veroordeelde de rechtbank van Den Haag een Oekraïense man en twee Russische mannen bij verstek voor betrokkenheid bij het neerschieten van het vliegtuig tot een levenslange gevangenisstraf en het aan de nabestaanden betalen van een schadevergoeding van in totaal meer dan zestien miljoen euro. Een andere Russische man werd vrijgesproken.

## Toestel
Het vliegtuig was een Boeing 777-200ER. Het toestel met vliegtuigregistratie 9M-MRD was uitgerust met twee Rolls-Royce Trent-800-motoren en had een capaciteit van 282 passagiersstoelen. Het toestel vloog zijn eerste commerciële vlucht op 17 juli 1997, exact 17 jaar voor de dag van de ramp. Sindsdien maakte het 75.322 vlieguren gedurende 11.434 vluchten. Het toestel kreeg zijn laatste onderhoudsbeurt op 11 juli 2014 in een hangar van Malaysia Airlines op de luchthaven van Kuala Lumpur. Het toestel had een onderhoudshistorie zonder afwijkende problemen.
Boeing kent aan elke luchtvaartmaatschappij een unieke klantcode toe die opgenomen wordt in de typeaanduiding. De typeaanduiding voor het bewuste vliegtuig was "777-2H6ER".

## Bemanning en passagiers
De tabel hieronder geeft de nationaliteit van passagiers en bemanning weer zoals vrijgegeven door Malaysia Airlines op 19 juli 2014 (media statement 7).
| Nationaliteit       | Passagiers | Bemanning |
| ------------------- | ---------- | --------- |
| Nederland           | 193        |           |
| Maleisië            | 28         | 15        |
| Australië           | 27         |           |
| Indonesië           | 12         |           |
| Verenigd Koninkrijk | 10         |           |
| België              | 4          |           |
| Duitsland           | 4          |           |
| Filipijnen          | 3          |           |
| Canada              | 1          |           |
| Nieuw-Zeeland       | 1          |           |
| Totaal              | 283        | 15        |

1. ↑  Van wie 1 met tevens de Amerikaanse nationaliteit.
2. ↑  Van wie 1 met tevens de Zuid-Afrikaanse nationaliteit.

Onder de omgekomen passagiers waren tachtig minderjarigen. Drie van hen waren zuigelingen, wat verklaart waarom er meer passagiers dan zitplaatsen in het toestel waren. In het laadruim bevonden zich ook twee honden en een aantal vogels.

### Slachtoffers met een dubbele nationaliteit

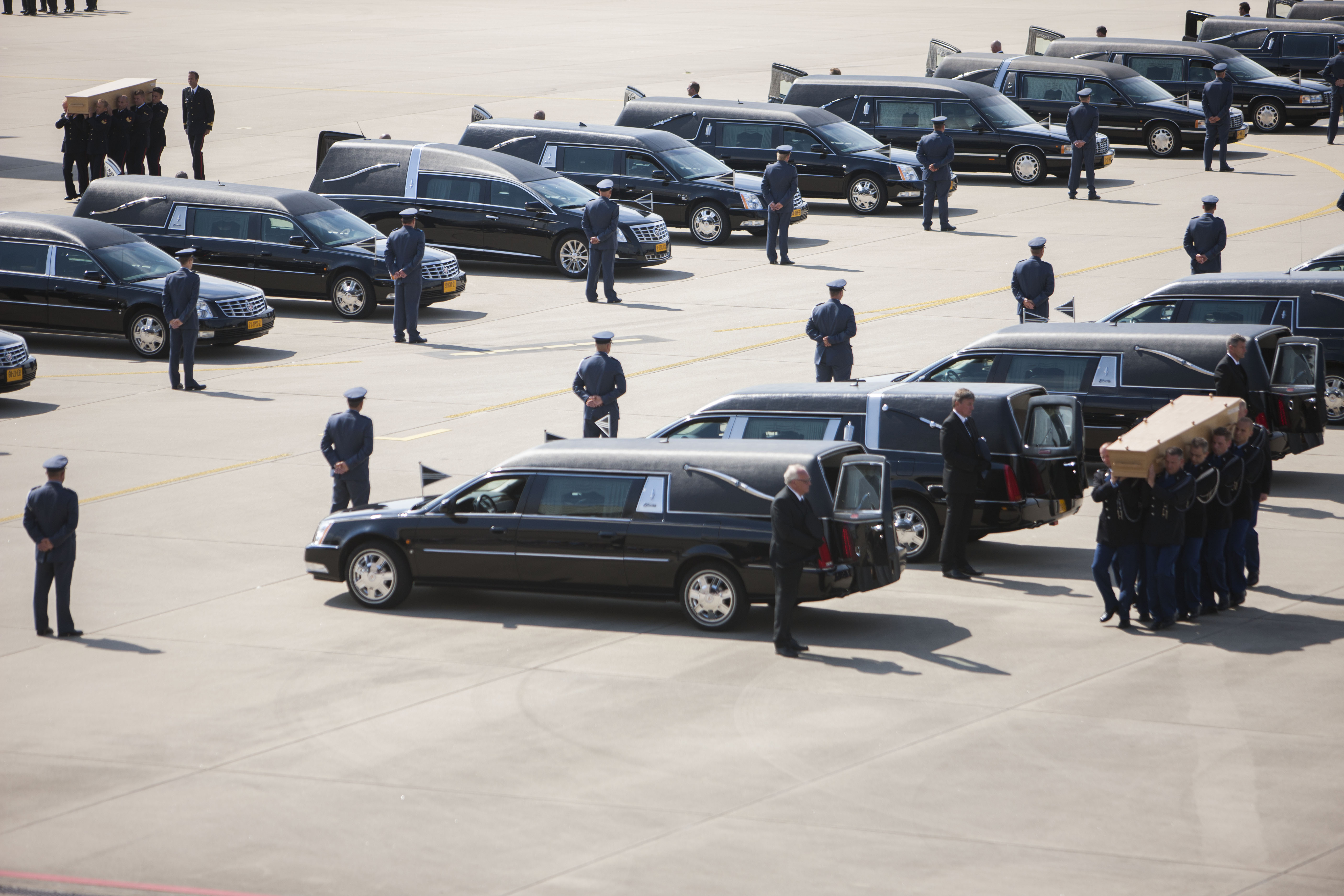
Militaire draagploegen dragen twee kisten naar de gereedstaande rouwauto's op Vliegbasis Eindhoven.

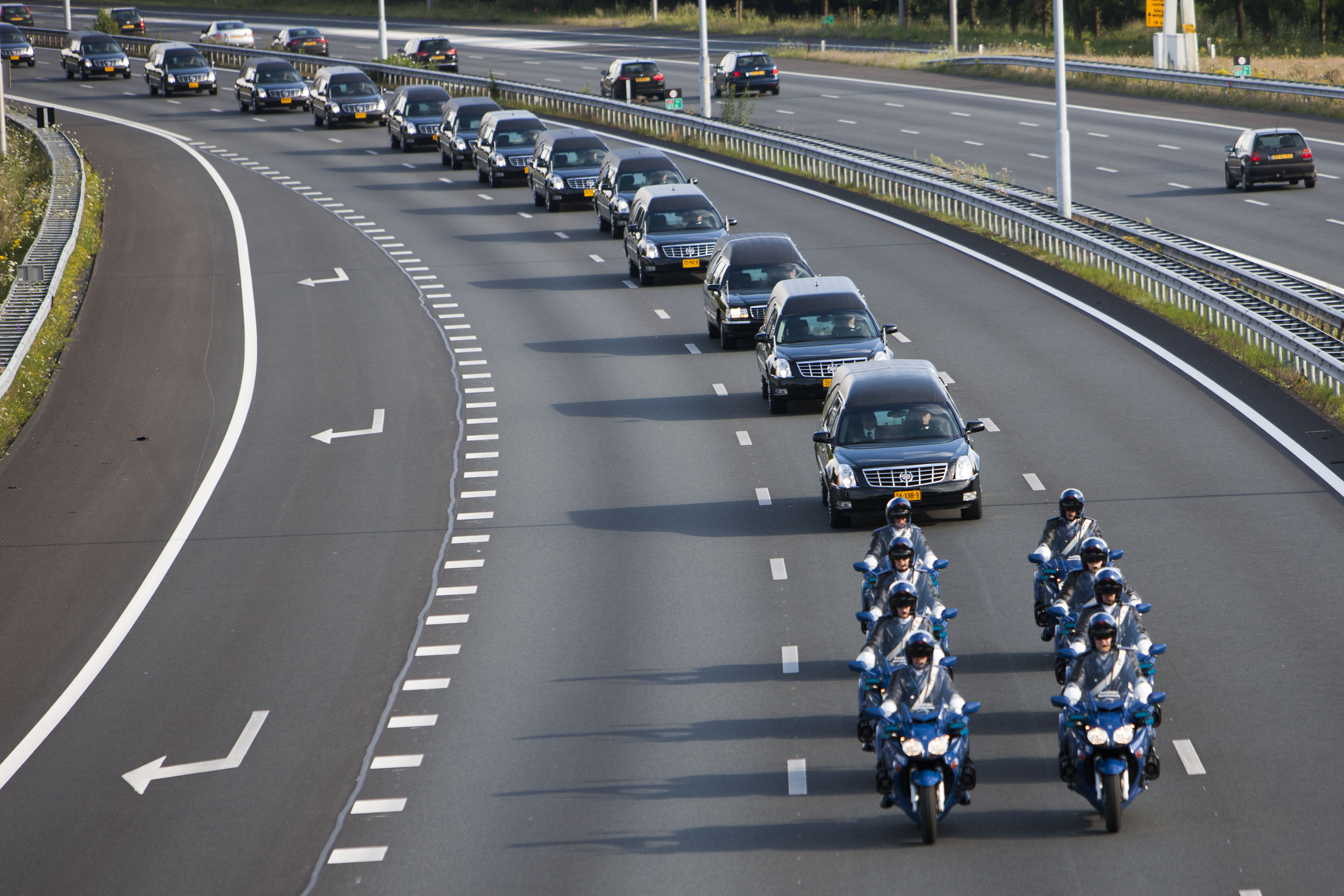
Een colonne van rouwauto's met slachtoffers van MH-17 op de Nederlandse snelweg.

Aan boord waren meerdere mensen met een dubbele nationaliteit. Eén passagier had zowel de Nederlandse alsook de Amerikaanse nationaliteit.
Een andere passagier bezat zowel de Britse als de Zuid-Afrikaanse nationaliteit.
De Canadese passagier bezat tevens de Roemeense nationaliteit.
Eén Nederlands slachtoffer had ook de Italiaanse nationaliteit
en volgens het Belgisch ministerie van Buitenlandse Zaken bezat één Nederlander ook de Belgische nationaliteit.
Het Nederlandse ministerie van Buitenlandse Zaken meldde dat één inzittende uit Maleisië tevens een Nederlands paspoort had. Deze persoon is meegeteld in het aantal van 193 Nederlanders dat Malaysia Airlines rapporteerde. Later werd bekend dat ook een Duitse en een Maleisische passagier en een Indonesische peuter tevens de Nederlandse nationaliteit bezaten. Hiermee kwam het totale aantal slachtoffers met de Nederlandse nationaliteit op 196.

### (Inter)nationaal bekende slachtoffers
- Aidsexpert en hoogleraar infectieziekten Joep Lange.
- De PvdA-politici Wim Bakker, voormalig afdelingsvoorzitter van de PvdA in Zoetermeer (2002-2010), en Eerste Kamerlid Willem Witteveen.[16]
- De Australische schrijver Liam Davison.[17]
- De Maleisische actrice Shuba Jaya.[18]
- De Volendamse drummer Cor Schilder (Pan) van de band Vast Countenance.[19] Hij had net voor het instappen een foto van het vliegtuig op Facebook geplaatst met de tekst: "Mocht hij verdwijnen, zo ziet hij d'r uit", als verwijzing naar de verdwenen vlucht MH370. Deze wrange grap is achteraf veel aangehaald.[20][21]

### Overlijdensakte
Het Nederlands Openbaar Ministerie regelde dat de overlijdensakten van vrijwel alle 196 slachtoffers met de Nederlandse nationaliteit, alsook van degenen met een andere nationaliteit die in Nederland hadden gewoond, in één keer werden opgemaakt, hetgeen niet eerder was vertoond.

## Vluchtverloop en ongeval

De route van vlucht MH17.

Op 17 juli 2014 om 12.14 uur (CEST) vertrok de Boeing 777 vanaf luchthaven Schiphol voor een lijnvlucht naar Kuala Lumpur International Airport.
Even na 14.00 uur (CEST) steeg het vliegtuig bij het binnengaan van het Oekraïense luchtruim van 31.000 voet (9450 meter) naar 33.000 voet (10.060 meter). Het luchtruim boven Oekraïne was gesloten tot 32.000 voet (9750 meter), maar was daarboven opengesteld.
Het vliegtuig verdween omstreeks 15.18 uur (CEST) ten oosten van de Oekraïense stad Donetsk van de radar, op 50 kilometer van de Russische grens. De brokstukken van het toestel bleken verspreid te liggen over een oppervlakte van 35 vierkante kilometer. De staart lag op 10 kilometer afstand van andere brokstukken, een aanwijzing dat het vliegtuig op grote hoogte uit elkaar is gespat.
Ten tijde van de crash waren twee andere lijnvluchten, AI113 van Air India en SQ351 van Singapore Airlines, in de onmiddellijke nabijheid. Volgens Air India had de Oekraïense luchtverkeersleiding AI113 verzocht contact op te nemen met MH17 toen deze van de radar verdween.
Door het ontbreken van beveiliging van de crashsite werd er geplunderd en kon bewijsmateriaal worden gemanipuleerd. Banken blokkeerden uit voorzorg bankpassen en creditcards van de slachtoffers. Waar dit niet of te laat was gebeurd, waren er bedragen afgeschreven. Ook andere waardevolle voorwerpen, zoals mobiele telefoons en sieraden, werden gestolen.

## Risico's van de route
Voorafgaand aan het ongeval met MH17 ontweek een aantal luchtvaartmaatschappijen, waaronder British Airways en Air France, het luchtruim boven het oosten van Oekraïne.
Inlichtingendiensten van de Verenigde Staten, Canada, het Verenigd Koninkrijk, Frankrijk en Australië wisten dat vliegtuigen op elke hoogte konden worden neergehaald door militairen of separatisten. Deze informatie werd echter alleen met de eigen vliegmaatschappijen gedeeld. Air France vloog niet meer, KLM wel. Op 30 juni 2014 echter had NAVO-opperbevelhebber generaal Philip Breedlove op een openbare persconferentie in het Pentagon al gewaarschuwd dat separatisten door Rusland werden getraind in het gebruik van mobiele lanceerinstallaties voor luchtdoelraketten. Op 1 oktober 2019 werd in de Nederlandse Tweede Kamer een motie aangenomen van CDA en SP inzake de rol van Oekraïne. Vooral de opmerking uit 2015 van Tjibbe Joustra dat er voldoende aanleiding was het luchtruim te sluiten, verdient nader onderzoek.

### Briefing bij de Presidentiële Administratie
De Nederlandse regering gaf in december 2014 desgevraagd deze toelichting: "In de periode van 15 april tot 17 juli 2014 zijn mogelijk elf vliegtuigen en acht helikopters boven Oost-Oekraïne neergekomen. Hierbij is niet alleen het aantal maar ook de oorzaak onduidelijk." Op 3 januari 2015 besloten de Kamerleden Sjoerd Sjoerdsma (D66) en Pieter Omtzigt (CDA) wederom Kamervragen te stellen. Bij de beantwoording van deze vragen werd duidelijk dat een Nederlandse diplomaat van de Nederlandse ambassade in Kiev op 14 juli, dus drie dagen voor de ramp met vlucht MH17, gewezen was op de gevaarlijke situatie in het luchtruim boven Oost-Oekraïne. Deze informatie was echter niet gedeeld met de luchtvaartmaatschappijen. Op 3 februari werden er opnieuw antwoorden op Kamervragen gepubliceerd, waarbij duidelijk werd dat er van overheidswege geen restricties werden opgelegd naar aanleiding van de diplomatenbriefing.
Premier Mark Rutte verklaarde dat het verslag van de diplomatenbriefing van 14 juli te Kiev vooralsnog een staatsgeheim zou blijven. Radioprogramma Argos legde beslag op dit staatsgeheim en zond het uit op 4 april 2015. Uit de openbaar gemaakte e-mail bleek dat de diplomate de informatie over de neergeschoten Antonov gedeeld had met het ministerie in Den Haag. In februari 2025 oordeelde de Raad van State, inzake een Wob-procedure van RTL Nieuws, dat de overheid de gebeurtenissen in de aanloop naar de ramp geheim mag blijven houden.

## Achtergrond
Een vergelijkbaar ongeluk met een Russisch passagiersvliegtuig, veroorzaakt door het Oekraïense leger, vond in 2001 boven de Zwarte Zee plaats. Bij een oefening van de Oekraïense marine werd vanaf de Krim een luchtdoelraket afgeschoten, die waarschijnlijk door een menselijke fout bij de doelinstelling een passagiersvliegtuig trof. Het betrof vlucht 1812 van de luchtvaartmaatschappij Sibir, onderweg van Tel Aviv naar Novosibirsk. Alle 78 inzittenden, grotendeels Israëlische staatsburgers, verloren het leven. Oekraïne gaf na maanden van ontkenning toe, verantwoordelijk te zijn. De Oekraïense opperbevelhebber en meerdere hoge officieren werden ontslagen.
Na de Maidan-revolutie eind februari 2014 waren in Oost-Oekraïne en op de Krim pro-Russische militaire separatisten actief. Na de Russische annexatie van de Krim in maart braken er in Oost-Oekraïne gevechten uit tussen het Oekraïense leger en de (thans) goed bewapende pro-Russische separatisten, waarbij het leger ook vliegtuigen en helikopters inzette. Op 29 mei en 24 juni werden legerhelikopters neergehaald door separatisten die op 14 juli ook een transportvliegtuig op 6,5 kilometer hoogte uit de lucht schoten.
Eerder op 17 juli beschuldigde Oekraïne de Russische luchtmacht ervan op 16 juli een Oekraïense Soechoj Soe-25 te hebben neergehaald.
Niet ver van de rampplek van MH17 werden op 23 juli twee Oekraïense Soe-25-straaljagers op 5,2 kilometer hoogte uit de lucht geschoten door separatisten.

## Schuldvraag

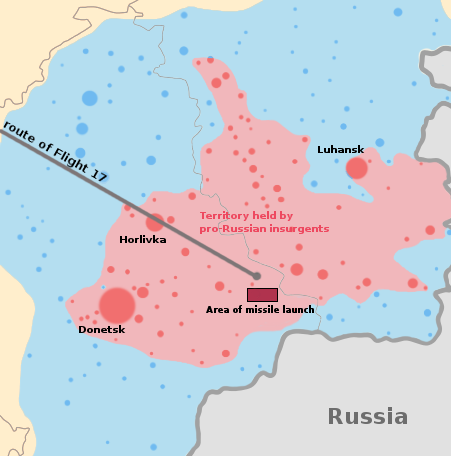
Kaart van de crash van MH17 binnen het gebied van de rebellen.
----
Route van MH17 (lijn)
Geschatte locatie van raketlancering
Territorium onder controle van pro-Russische rebellen

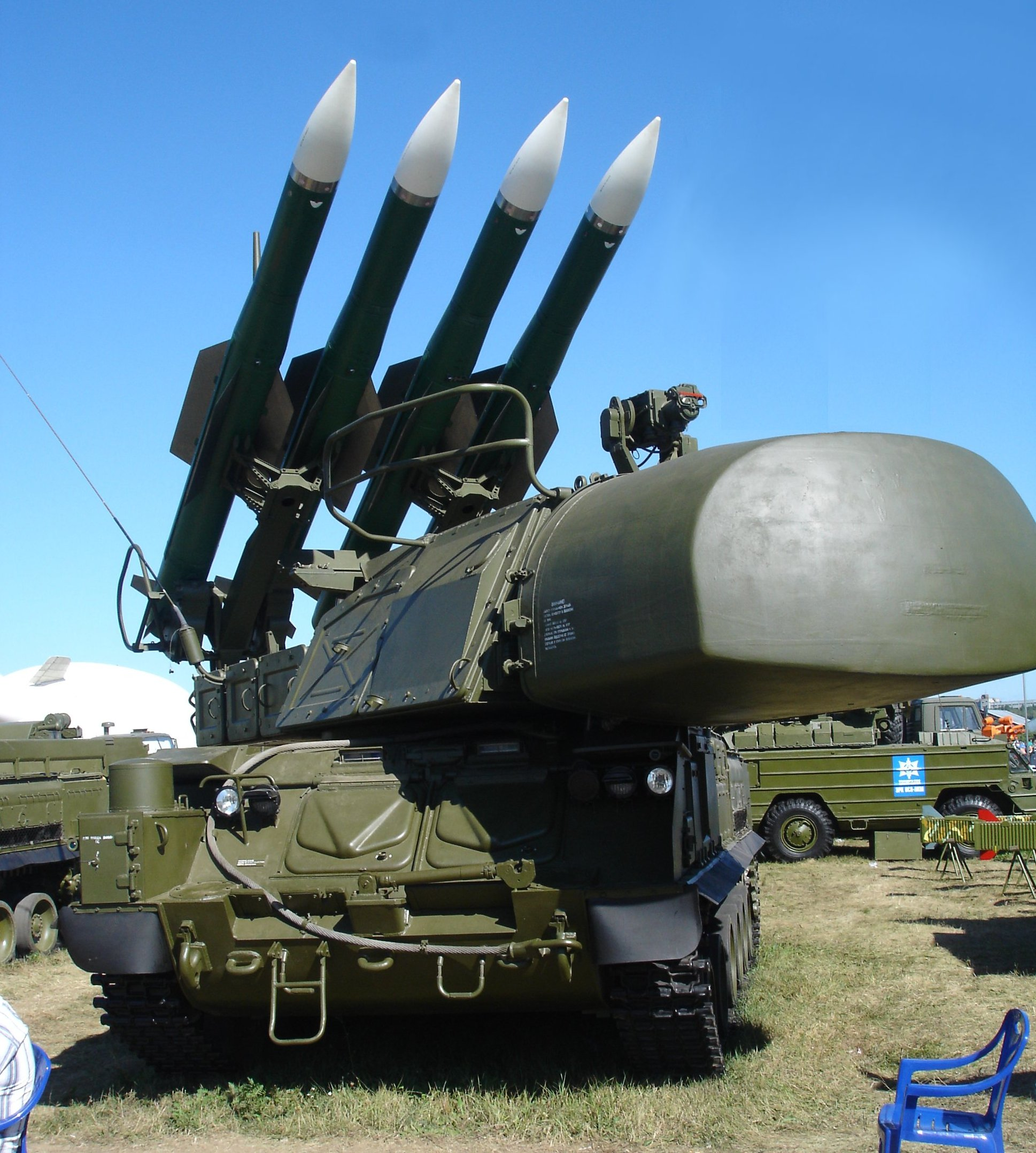
Boek-M1-lanceervoertuig, compleet met vier Boek-raketten.

Alle betrokkenen bij het gewapende conflict in Oost-Oekraïne − Oekraïne, Rusland en de pro-Russische separatisten − ontkenden elke betrokkenheid bij dit voorval. Alle partijen beschikten over de mogelijkheid om vlucht MH17 neer te halen. Een vergissing wordt tot op heden niet uitgesloten. De vlucht was niet door een technisch mankement of falen van de bemanning verongelukt.
Het Nederlandse Openbaar Ministerie kreeg de leiding van een internationaal strafrechtelijk onderzoek. Op 28 oktober 2014 stelde het OM vast dat er nog maar twee opties zouden worden onderzocht: "een aanslag vanaf de grond dan wel een aanslag vanuit de lucht".

### Theorieën
Volgens westerse analisten kwam de schade aan delen van het vliegtuig overeen met de inslag van shrapnel uit een luchtdoelraket.
De Amerikaanse overheid beweerde dat het vliegtuig was neergehaald met een luchtdoelraket. Op satellietbeelden zou door Amerikaanse inlichtingendiensten een explosie zijn waargenomen waardoor het vliegtuig op 10 kilometer hoogte in stukken brak. Ook konden zij de baan van het projectiel achterhalen, afkomstig van een locatie in Oost-Oekraïne die wordt beheerst door separatisten. De Verenigde Staten hielden het gebied in de gaten vanwege de gewapende opstand die er enkele maanden eerder was uitgebroken.
Russische media beweerden dat het vliegtuig was neergehaald door het Oekraïense leger, omdat het zou zijn aangezien voor het vliegtuig van Vladimir Poetin, dat enkele uren eerder over Oekraïne zou hebben gevlogen. De Russische semi-staatszender Russia Today trok dit in twijfel, omdat Poetin al enkele maanden niet meer boven het land had gevlogen.
De BBC meldde dat drie getuigen hadden verklaard dat er een paar uur voor de crash een Boek-lanceervoertuig met een Russische bemanning van een dieplader werd gelost op een plein in de stad Snizjne, niet ver van de crashsite. Hetzelfde rupsvoertuig was een paar weken eerder in Rusland gefotografeerd, als onderdeel van een militair konvooi dat onderweg was voor een oefening in het grensgebied met Oekraïne.
Oekraïne benadrukte ook dat het toestel buiten bereik van hun raketsystemen was. Het Russische ministerie van Defensie liet echter weten dat het radaractiviteit had waargenomen van een Oekraïens Boek-lanceersysteem dat ten zuiden van Donetsk stond opgesteld.
Op 22 juli publiceerden de Russische inlichtingendiensten foto's waaruit zou blijken dat het Oekraïense leger de dag na de ramp een Boek-lanceervoertuig zou hebben verplaatst, in de stad Krasnoarmijsk. Onderzoek van Bellingcat wees uit dat deze video in Loehansk was opgenomen.
In de westerse politiek en media werd de theorie dat het toestel van Malaysia Airlines door separatisten was aangezien voor een militair vliegtuig van het type An-26 gebezigd. Vlucht MH17 zou dan zijn neergehaald door een raket gelanceerd door een lanceerinstallatie van het type Boek. Een paar uur voor de ramp zouden separatisten hebben gewaarschuwd om niet door hun luchtruim te vliegen. Ongeveer op hetzelfde moment dat vlucht MH17 neerstortte, postte een militair leider van de separatisten, Igor Girkin, een triomfantelijk bericht op de Russische socialemediasite VK waarin hij meldde dat een Oekraïens troepentransportvliegtuig was neergehaald. Volgens deze post zou dit toestel in hetzelfde luchtruim hebben gevlogen en zijn neergestort in dezelfde omgeving als het Maleisische burgervliegtuig. In de post – die al snel werd verwijderd – herhaalde Girkin dat er was gewaarschuwd om niet te vliegen boven het betreffende gebied. Na de ramp verwijderde het officiële Twitteraccount van de Volksrepubliek Donetsk twitterberichten waarop te zien was dat de rebellen beschikten over luchtdoelraketten. Een lokale rebellenleider gaf in een interview met Reuters toe dat zij over het Boek-systeem beschikten, althans een lanceervoertuig met de raketten. De separatisten ontkenden later die dag vlucht MH17 te hebben neergeschoten.
De Oekraïense inlichtingendiensten plaatsten na de crash een getapt telefoongesprek op internet, waaruit zou blijken dat het de rebellen waren die het passagiersvliegtuig hadden neergehaald. Later verklaarde het Oekraïense hoofd van de contraspionagedienst over bewijzen te beschikken dat de beschieting was uitgevoerd met de hulp van Rusland. Rusland van zijn kant ontkende dit echter met klem en legde de schuld bij Oekraïne. Het Russische ministerie van Defensie gaf beelden vrij die moesten aantonen dat er zich op het moment van de ramp een Oekraïens gevechtsvliegtuig SU-25 op enkele kilometers afstand van vlucht MH17 bevond.
Op 22 december kwamen er foto's in de media waarop mogelijk de rookwolk te zien was die een afgevuurde raket had achtergelaten. De foto's werden door deskundigen bestudeerd om uit te sluiten dat ze gemanipuleerd waren, en om conclusies uit te trekken over de locatie van de rookpluim.
Op 19 maart 2015 werd bekend dat journalist Jeroen Akkermans van RTL Nieuws al in november 2014 op de plaats van de ramp onderdelen van een Boek-raket had aangetroffen, waarna hij ze had meegenomen en laten onderzoeken.
Op 6 mei 2015 brachten Russische ingenieurs beweringen naar buiten dat het toestel door een Boek-raket was neergehaald, echter afgevuurd vanaf een andere locatie (Zaroshchens'ke). De gedane beweringen werden echter in twijfel getrokken.
Onderzoek door Bellingcat van de satellietbeelden die Rusland in 2014 publiceerde om te bewijzen dat het Oekraïense leger het vliegtuig uit de lucht had geschoten, toonde aan dat de beelden gemanipuleerd waren. De foto's bleken bewerkt te zijn met Adobe Photoshop.

## Reacties

### Nederland

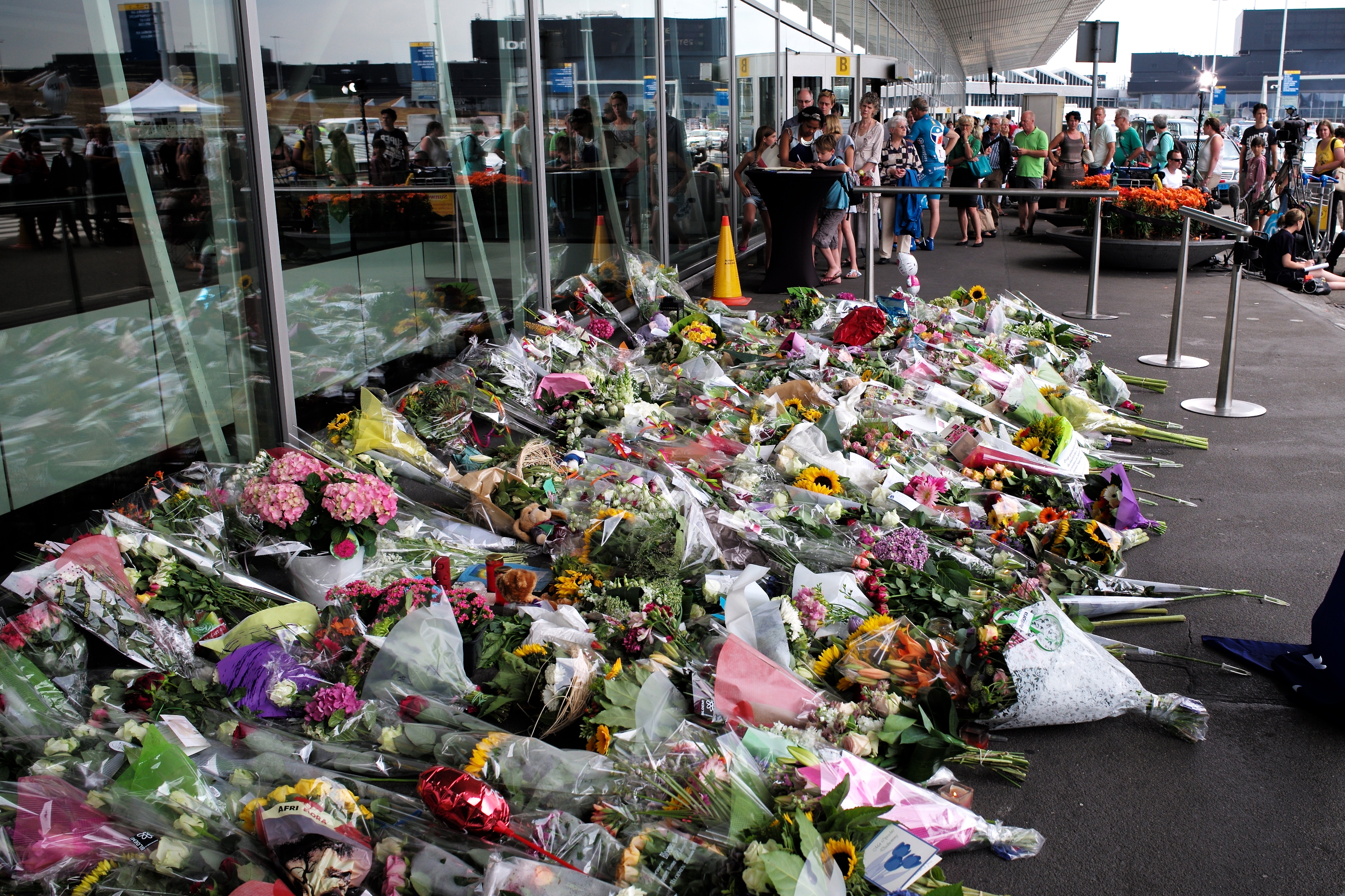
Bloemenzee bij het condoleanceregister op Schiphol.

Premier Mark Rutte onderbrak zijn vakantie in Duitsland om zich bij het crisisteam in Den Haag te voegen. Koning Willem-Alexander liet via de Rijksvoorlichtingsdienst weten diep getroffen te zijn en intens mee te leven. Minister Frans Timmermans van Buitenlandse Zaken heeft een onafhankelijk onderzoek naar de vliegramp geëist en onderstreepte het belang van een ongehinderde en veilige toegang tot het rampgebied. Op 18 juli 2014 hing op alle Nederlandse overheidsgebouwen in het binnen- en buitenland de vlag halfstok. In de Nederlandse bevolking is een toename in negatieve emoties en lichamelijke klachten geobserveerd in de eerste vier dagen na de MH17-crash.
Op 21 juli 2014 hield de koning op televisie een toespraak waarin hij het Nederlandse volk toesprak.

#### Regering
Diezelfde dag gaven de premier en de minister van Buitenlandse Zaken gezamenlijk een persconferentie. Hierin benadrukte de premier dat hij niet zou rusten voordat "de onderste steen boven was" en dat, als het een aanslag betrof, de daders moesten worden gepakt en gestraft.
De Tweede Kamer onderbrak op maandag 21 juli 2014 het zomerreces om door de regering te worden bijgepraat.
Op 22 juli 2014 eerde de ministerraad de slachtoffers van de ramp in een paginagrote advertentie in de Nederlandse dagbladen. In een volgende persconferentie op 19 juli gaf Rutte aan een "intens gesprek" te hebben gevoerd met president Poetin en dat hij Poetin had aangespoord diens invloed te laten gelden. Daarnaast hekelde Rutte het traag op gang komen van een onderzoek naar de ramp en de gang van zaken op de plaats van de ramp. Hij verklaarde dat wie niet meewerkte ernstige verdenking op zich laadde.

#### Aangepaste evenementen
Voor de start van de dertiende etappe in de Ronde van Frankrijk 2014 werden de slachtoffers herdacht met een minuut stilte. De Nederlandse renners van de teams Belkin, Giant-Shimano en Astana droegen in deze etappe een zwarte rouwband of zwarte strik. De laatste dag van de intocht van de Nijmeegse Vierdaagse op 18 juli 2014 kreeg vanwege de vliegramp een sober karakter. Er was geen muziek en alle Nederlandse vlaggen langs de route hingen halfstok. Ook de openingen van de kermissen in Tilburg en Valkenswaard waren versoberd vanwege de vliegramp. Beide kermissen begonnen met een minuut stilte.

#### Dag van nationale rouw

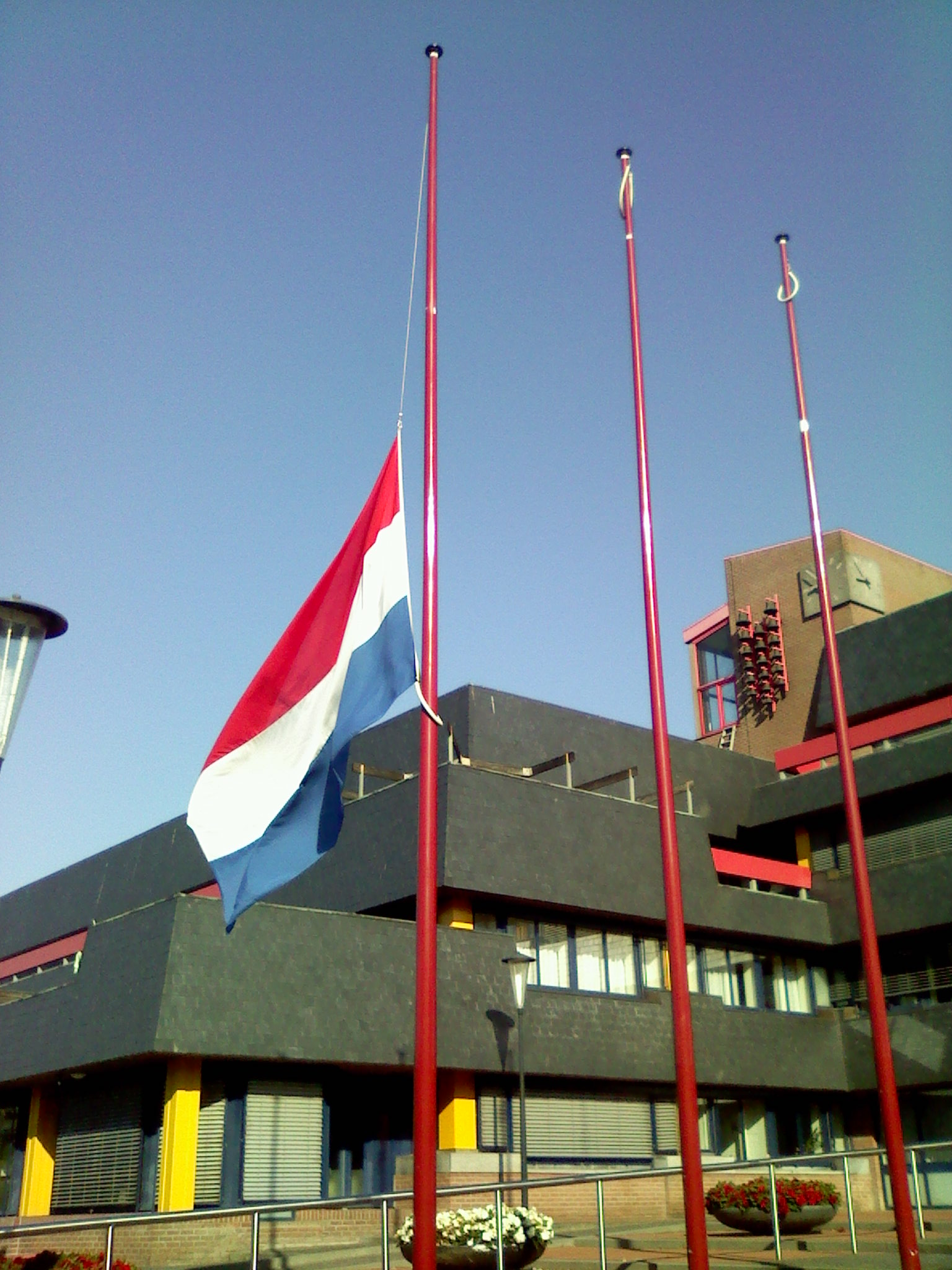
Vlag halfstok voor het Stadhuis van Hoorn op de dag van nationale rouw.

Woensdag 23 juli 2014 werd in Nederland uitgeroepen tot dag van nationale rouw. Het was voor het eerst sinds het overlijden van koningin Wilhelmina in 1962 dat Nederland een dergelijke dag kende. Op deze dag kwamen de eerste 40 kisten met slachtoffers van de vliegramp aan op Vliegbasis Eindhoven. Meerdere hoogwaardigheidsbekleders waren op de vliegbasis aanwezig, waaronder koning Willem-Alexander, koningin Máxima en premier Rutte. De Nederlandse Bisschoppenconferentie riep alle parochies en kerken op om de kerkklokken te luiden van 15.55 uur tot 16.00 uur. Rond dat tijdstip landden er twee vliegtuigen: een Nederlands toestel met 16 kisten met slachtoffers om 15.47 uur, en een Australisch toestel met 24 kisten twee minuten later. Ook de bourdonklok op de Waalsdorpervlakte in Den Haag, die normaal gesproken alleen geluid wordt op 4 mei tijdens de Nationale Dodenherdenking, werd tussen 15.00 uur en 16.00 uur geluid.
Nederlandse publieke en commerciële televisie- en radiozenders pasten hun programmering aan. Er waren lange, extra uitzendingen van het NOS Journaal, RTL Nieuws en Hart van Nederland. Veel televisie- en radiozenders onderbraken hun programma's voor de minuut stilte. Op Schiphol startten of landden geen vliegtuigen tijdens de minuut stilte en ook alle voertuigen van onder andere Connexxion en Veolia Transport Nederland stonden stil. In NS-treinen en op stations werd er ook bij stilgestaan. Ook pretparken in Nederland deden mee door tijdens de minuut stilte alle attracties stil te leggen.

#### Nationale herdenking
Op 10 november 2014 vond er een officiële nationale herdenking plaats in de RAI Amsterdam.

#### Gedenkteken
Op 17 juli 2017, precies drie jaar na de ramp, werd in het park bij Vijfhuizen ter nagedachtenis van de slachtoffers een monument onthuld bestaand uit 298 nieuw aangeplante bomen, één boom voor elk slachtoffer van de ramp. De bomen zijn voorzien van individuele naamplaatjes. In het midden van het bos staat een gedenkteken.
In 2017 werd het MH17-Monument in Hilversum onthuld.

### Australië
38 passagiers hadden de Australische nationaliteit. In Australië was 7 augustus 2014 een dag van nationale rouw. Op 27 augustus vertrokken de stoffelijke resten van de eerste drie geïdentificeerde slachtoffers vanuit Eindhoven naar Australië.

### Maleisië
43 inzittenden hadden de Maleisische nationaliteit. In Maleisië was 22 augustus een dag van nationale rouw. Op die dag zijn de stoffelijke resten van 16 slachtoffers vanaf Schiphol naar de Maleisische hoofdstad Kuala Lumpur overgebracht. Maleisië was hiermee het derde land dat een dag van nationale rouw afgekondigde voor de slachtoffers van de vliegramp.

### Oekraïne
Direct na de vliegramp zei de Oekraïense president Petro Porosjenko dat hij vond dat de ramp geen incident of catastrofe was, maar een terroristische aanslag. De regering in Kiev sloot direct het luchtruim boven Oost-Oekraïne voor onbepaalde tijd. In het belang van het onderzoek en van de repatriëring van lichamen en bezittingen toonde de regering van Oekraïne zich bereid om, indien nodig, voor Nederland een juridische vrijbrief voor gewapende bescherming te regelen.
Bij de Nederlandse ambassade in Kiev werden daags na de ramp bloemen neergelegd en kaarsen aangestoken.

### Malaysia Airlines
Malaysia Airlines bood de dag na de ramp de nabestaanden een eerste tegemoetkoming van 5000 dollar per slachtoffer aan om de eerste onkosten te dekken. De vliegmaatschappij kreeg veel kritiek op de gekozen vliegroute, maar liet weten dat het vliegplan van vlucht MH17 voor die dag was goedgekeurd door EUROCONTROL.
De vliegmaatschappij meldde de eerste dag na de ramp ook dat ze zou bekijken of er nabestaanden naar de rampplek konden worden gevlogen. De volgende dag kwam Malaysia Airlines hierop terug omdat een dergelijke reis te gevaarlijk leek.
Daags na de crash besloot Malaysia Airlines vluchtnummer MH17 te schrappen. Sinds 25 juli 2014 vertrekt deze vlucht onder nummer MH19.

### Internationaal

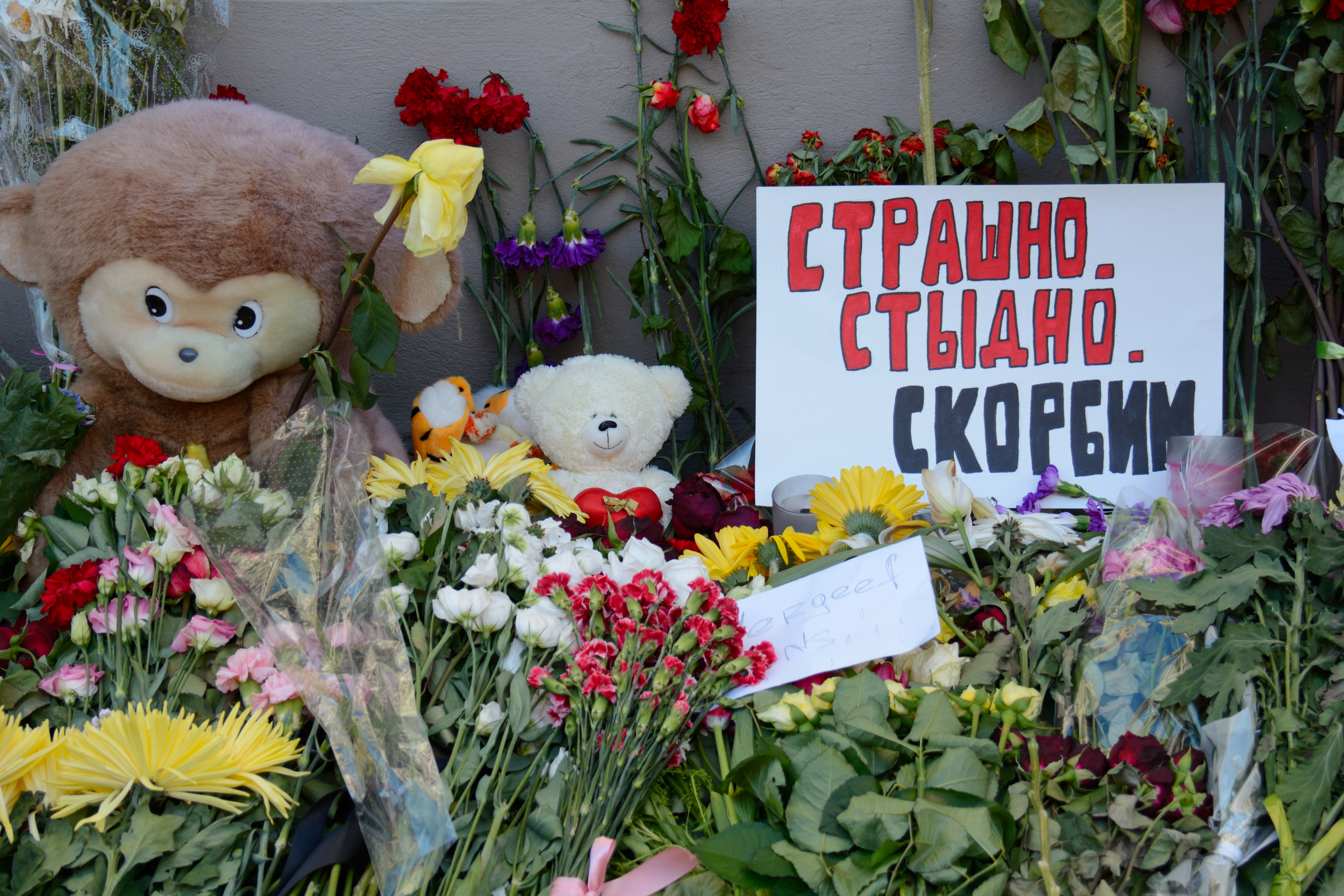
Bloemen bij de Nederlandse ambassade in Moskou.

De Duitse bondskanselier Angela Merkel noemde de ramp een verdere tragische escalatie van het conflict in Oost-Oekraïne. Volgens de Duitse regering bestond er geen twijfel dat het toestel was neergeschoten. Ook de Amerikaanse regering ging ervan uit dat de ramp geen ongeval was, maar dat het toestel uit de lucht was geschoten. President Barack Obama bood Amerikaanse hulp aan bij het onderzoek naar de oorzaak van de vliegramp. Vanuit verschillende landen en de Verenigde Naties kwam de roep om een grondig internationaal en transparant onderzoek. In een persconferentie wees de Russische president Vladimir Poetin de Oekraïense regering aan als schuldige, en zei dat de ramp niet had plaatsgevonden als de Oekraïense troepen hun offensief tegen de rebellen niet hadden uitgebreid.
Tijdens een telefoongesprek op 20 juli 2014 kwamen de regeringsleiders van Duitsland, het Verenigd Koninkrijk en Frankrijk overeen dat Rusland er alles aan moest doen een veilige toegang tot de rampplek mogelijk te maken. Daarnaast werd afgesproken dat als Rusland hier geen gehoor aan zou geven, de Europese Unie verdere sancties tegen Rusland zou moeten nemen.
Op 21 juli 2014 meldde president Poetin op de Russische televisie dat ook hij vond dat onderzoekers op de rampplek alle vrijheid moesten krijgen. Hij drong aan op een internationaal onderzoek onder leiding van de Internationale Burgerluchtvaartorganisatie, en verklaarde dat niemand het recht had deze tragedie te misbruiken voor eigen politiek gewin.
Op 18 juli 2014 kwam de VN-Veiligheidsraad op verzoek van het Verenigd Koninkrijk in een spoedzitting bijeen, waarna hij opriep tot een diepgaand en onafhankelijk onderzoek. Daarnaast werden alle partijen opgeroepen onmiddellijke toegang tot het rampgebied te verschaffen.
De VN-Veiligheidsraad nam verder op 21 juli unaniem resolutie 2166 aan. In deze resolutie werd het neerhalen van Malaysia Airlines-vlucht 17 veroordeeld en werden eisen gesteld om een onafhankelijk onderzoek mogelijk te maken, zoals een staakt-het-vuren rondom de rampplek.

## Onderzoek

### Onderzoek van de crashsite

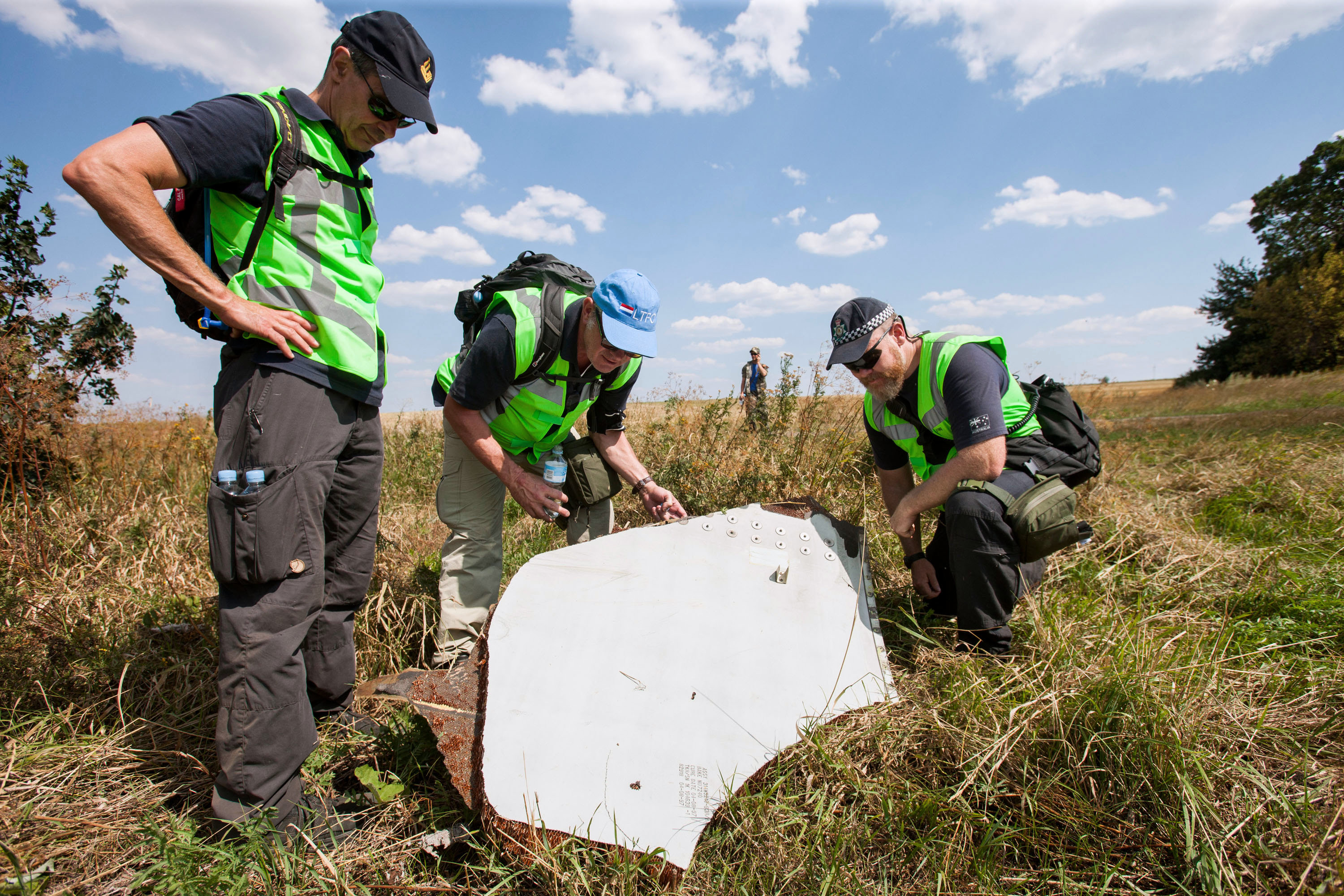
Nederlandse en Australische onderzoekers op de crashsite.

De VN-Veiligheidsraad en specifiek de overheden van Nederland, Maleisië, Oekraïne, Australië, de Verenigde Staten en Rusland maakten bekend dat er een internationaal en onafhankelijk onderzoek moest komen naar de toedracht van de ramp. Nederlandse, Maleisische, Amerikaanse en Oekraïense onderzoekers gingen op weg naar het gebied van de crash. Er was in de buurt echter geen vliegveld veilig bereikbaar en de wegen waren met blokkades afgesloten door splinterfracties van het pro-Russisch verzet, die zich mogelijk niet allemaal aan het staakt-het-vuren zouden houden.
Op 18 juli 2014 kwamen Nederlandse onderzoekers van de Onderzoeksraad voor Veiligheid (onder leiding van Ron Smits) en het Landelijk Team Forensische Opsporing aan in Kiev, om te zoeken naar slachtoffers en om de oorzaak van de ramp te achterhalen. Op 24 juli besloot het kabinet veertig man marechaussee (ongewapend) richting het rampgebied in Oekraïne te sturen. De marechaussee werd niet ingezet om de rampplek te beveiligen; de bedoeling was dat ze de forensische experts zou ondersteunen bij het zoeken naar lichamen.
Volgens de Oekraïense overheid hadden lokale rebellen de toegang tot het rampgebied ontzegd aan nationale hulpdiensten. Journalisten ter plaatse meldden dat onderzoekers wel gedeeltelijk toegang hadden tot het rampgebied, maar dat zij niets mochten oprapen of meenemen wat volgens hen cruciaal bewijs kon opleveren voor de toedracht. Hoewel de pro-Russische rebellen hadden beloofd de wrakstukken met rust te zullen laten, hebben zij restanten afgevoerd. Ook hebben zij met kettingzagen wrakstukken bewerkt.
Sinds zondag 27 juli was de rampplek niet meer toegankelijk voor onderzoek. Pas op 31 juli lukte het een verkenningsteam om de rampplek via een grote omweg te bezoeken. Op 1 augustus was er voor het eerst weer een bergingsteam ter plaatse om lichamen en persoonlijke bezittingen te zoeken en te bergen. Ook de eerste dagen daarna kon er op de rampplek verder worden gewerkt. Op 6 augustus moesten 135 politieagenten en militairen hun werkzaamheden echter staken en terugkeren, omdat het in het rampgebied als gevolg van de weer oplaaiende gevechten te onveilig werd.
Op 13 oktober besloot de Oekraïense rampendienst – op verzoek van Nederland – de rampplek opnieuw te gaan onderzoeken. Na één dag werd het onderzoek wegens het schieten over en weer opnieuw stopgezet. Op 31 oktober kon het onderzoek verdergaan en werden weer stoffelijke resten veiliggesteld. Van 16 tot en met 23 november 2014 werden grote wrakstukken en stoffelijke resten geborgen, maar er zijn nog wrakstukken en lichaamsdelen op de rampplek achtergebleven. De grote wrakstukken werden met trucks op 3 december op transport gezet naar de Vliegbasis Gilze-Rijen.
In april 2015 werd de bergingsmissie hervat, waarbij relatief grote hoeveelheden menselijke resten en vliegtuigmateriaal alsnog konden worden veiliggesteld.

### Identificatie van de slachtoffers

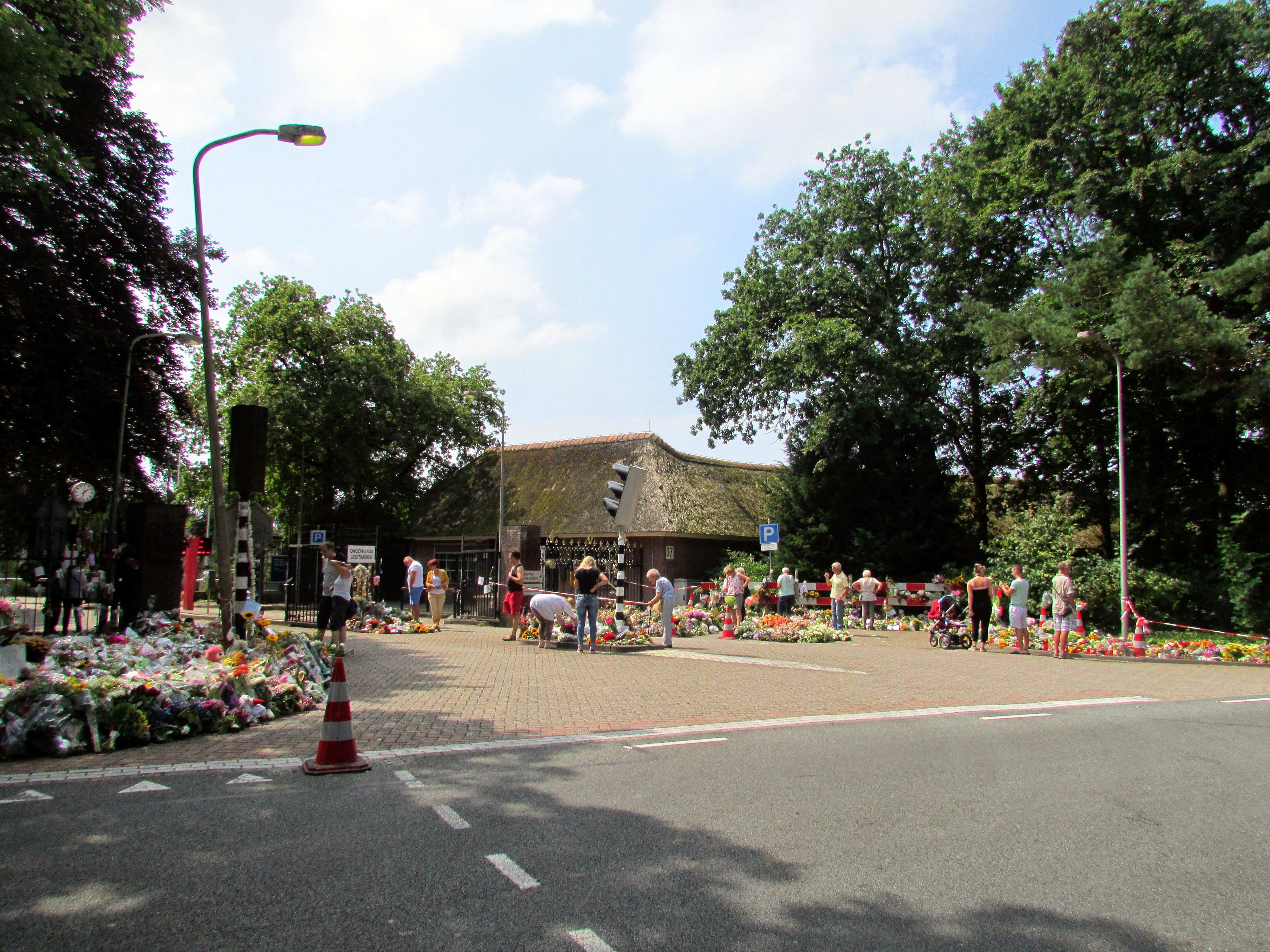
Bloemenzee bij de ingang van de Korporaal Van Oudheusdenkazerne in Hilversum op 29 juli 2014

Op 21 juli bracht een trein met koelwagons de stoffelijke resten van ruim tweehonderd slachtoffers van Torez naar Donetsk, en de volgende dag door naar Charkov. Na een onderzoek door het LTFO ter plaatse werden de stoffelijke overschotten in tranches, door een C-130 Hercules-vrachtvliegtuig van de Nederlandse luchtmacht en een Boeing C-17 Globemaster III van de Royal Australian Air Force, naar Nederland overgevlogen voor identificatie. Deze identificatie vond plaats in de Korporaal Van Oudheusdenkazerne in Hilversum.
Op 23 juli werden de eerste veertig kisten naar Nederland vervoerd. Op 26 juli waren er 227 kisten met lichamen en stoffelijke resten van de slachtoffers in Hilversum gearriveerd. De identificatie vond plaats onder verantwoordelijkheid van het LTFO. Op 21 maart 2015 waren er in totaal 296 slachtoffers geïdentificeerd, twee personen met de Nederlandse nationaliteit waren nog niet geïdentificeerd. Op 30 juni 2015, de laatste dag dat het identificatieproces liep, werd bekend dat dit waarschijnlijk nooit meer zou lukken.
De Nederlandse politie lanceerde een speciale website met informatie over het identificatieproces. Ook verzocht de politie hier beeldmateriaal van vlucht MH17 te uploaden ten behoeve van het onderzoek.

### Zwarte dozen
Eerst ging het gerucht dat separatisten de zwarte dozen (de flightdatarecorder en de cockpitvoicerecorder) vrijwel direct na de ramp hadden gevonden en ze wilden overdragen aan de Russische regering, die de dozen echter zou hebben geweigerd. De separatisten ontkenden dit echter op 19 juli en beweerden dat ze de dozen op dat moment helemaal niet in hun bezit hadden. Een dag later bevestigden separatistische leiders alsnog dat ze de dozen hadden gevonden en deze zouden overdragen aan de Internationale Burgerluchtvaartorganisatie.
Op 22 juli werden de dozen in Donetsk overhandigd aan een Maleisische delegatie, die op haar beurt de dozen overdroeg aan het internationale onderzoeksteam. Ze werden op verzoek van Nederland uitgelezen in Farnborough in het Verenigd Koninkrijk.
Uit een eerste expertise bleek dat er niet was geknoeid met de recorders en dat de informatie bruikbaar was.

### Onderzoek naar de oorzaak van de vliegramp
Wegens het hoge aantal Nederlandse slachtoffers kreeg Nederland de leiding van het internationale onderzoek naar de oorzaak van de vliegramp toegewezen. De Nederlandse Onderzoeksraad voor Veiligheid nam enkele dagen na de ramp de leiding over van Oekraïne.
De Onderzoeksraad publiceerde op 9 september 2014 een Rapport van eerste bevindingen. Dit was gebaseerd op gegevens uit de zwarte dozen, informatie van de luchtverkeersleiding, foto's en het beperkte onderzoek op de rampplek zelf. Volgens het rapport waren er geen aanwijzingen dat de ramp was veroorzaakt door technische mankementen of door handelen van de bemanning. Er waren voorafgaande aan de ramp geen noodsignalen uitgezonden, kennelijk eindigde de vlucht abrupt. Dat de wrakstukken zo wijd verspreid lagen, wees erop dat het vliegtuig in de lucht uit elkaar was gevallen, waarbij het voorste gedeelte waarschijnlijk als eerste was afgebroken; de overige brokstukken lagen verder naar het oosten, dus deze waren vermoedelijk later neergekomen. Uit de schade aan de bestudeerde wrakstukken maakte de OvV op dat het vliegtuig van buitenaf was doorboord door een groot aantal objecten "met hoge energie". Het rapport werd 19 september op verzoek van Rusland besproken in de VN-Veiligheidsraad. Op 30 oktober overhandigde Rusland aan de Onderzoeksraad voor Veiligheid radarbeelden die de nabijheid (en misschien betrokkenheid) van een Oekraïens gevechtstoestel bij het ongeval duidelijk zouden maken. Op 15 juni 2015 stuurde Nederland nogmaals een missie naar de plek van de ramp. Dit keer betrof het een puur technisch onderzoek.

#### Eindrapport Onderzoeksraad
Op 13 oktober 2015 kwam de Onderzoeksraad voor Veiligheid met zijn definitieve rapport, waarin werd vastgesteld dat het toestel was getroffen door een in Oost-Oekraïne vanaf de grond afgevuurde Boek-raket met raketkop type 9N314M, die aan de linkerzijde van de cockpit ontplofte. Het onderzoek van de OvV wees verder uit dat de cockpit door de ontploffing is gescheurd, waardoor de bemanning in de cockpit op slag dood moet zijn geweest. Omtrent het precieze lot van de overige passagiers bleef er meer onduidelijk; waarschijnlijk hebben zij nog iets langer geleefd, maar door het wegvallen van de luchtdruk in de drukcabine en de extreme omstandigheden moeten zij zeer snel het bewustzijn hebben verloren. De OvV ging verder niet in op de schuldvraag, maar concludeerde wel dat Oekraïne het luchtruim boven het conflictgebied had moeten sluiten, omdat het land op de hoogte moet zijn geweest van de aanwezigheid van luchtafweergeschut dat in staat was om burgervliegtuigen te raken. Pas na afloop van zijn presentatie, aan het eind van de middag, voegde Tjibbe Joustra er nog aan toe dat de Boek-raket was afgeschoten vanuit gebied dat op dat moment in handen was van de separatisten.
De conclusie van de OvV werd nog diezelfde dag aangevochten door wapenfabrikant Almaz-Antey, maker van de Boek. Hij beweerde dat de raketkop van het verouderde type 9M38 was geweest, zoals gebruikt door de Oekraïense strijdkrachten.
Vladimir Shulmeister, die ten tijde van de ramp met de MH17 de Oekraïense staatssecretaris van Transport was, beweerde in januari 2016 in reactie op het rapport dat de OvV Oekraïne nooit om ruwe radarbeelden van de vlucht had gevraagd. De ambassadeur van Oekraïne, Alexander Horin, verklaarde hierop dat de OvV wel degelijk om de beelden had gevraagd.
Op 25 februari 2016 beantwoordde de Onderzoeksraad voor Veiligheid schriftelijk de vragen over het onderzoek die de vaste commissie voor Buitenlandse Zaken enkele weken eerder aan de Onderzoeksraad had gesteld.

#### Joint Investigation Team
Op 7 augustus 2014 werd er op verzoek van Nederland, Australië, België en Oekraïne een Joint Investigation Team (JIT) opgezet.
Het uiteindelijke doel van het JIT was het opsporen en vervolgen van diegenen die verantwoordelijk waren geweest voor het neerschieten van het vliegtuig. Rusland maakte geen deel uit van het onderzoeksteam.
Op 28 september 2016 publiceerde het JIT een tussenrapport waarin het onderzoeksteam stelde onomstotelijk bewijs in handen te hebben dat vlucht MH17 op 17 juli 2014 was neergeschoten door een Boek-raket uit de 9M38-serie. Het JIT zei verder dat de afvuurlocatie bewezen kon worden. Het zou gaan om een landbouwveld bij Pervomaiskyi in Oekraïne. De Boek-installatie werd vanaf Russisch grondgebied getransporteerd naar de afvuurlocatie en na het afvuren weer teruggebracht naar Russisch grondgebied, aldus het JIT.
Op 9 december 2017 werd bekend dat de stem van de Russische generaal Tkachev hoogstwaarschijnlijk geïdentificeerd is als diegene die de orders gaf voor de verplaatsing van de Boek-afvuurder in de dagen voorafgaand aan de lancering van de raket.
Op 2 december 2019 werd bekend dat Nederland vergeefs aan Rusland had verzocht om uitlevering van Vladimir Tsemach (in Engelstalige berichten: Volodymyr Tsemakh), een Oekraïens staatsburger, die was geïdentificeerd als belangrijke als verdachte of getuige te verhoren persoon en door een Oekraïense rechtbank was vrijgelaten, als onderdeel van een gevangenenruil tussen Rusland en Oekraïne, en vervolgens overgebracht naar de Russische Federatie. Om te voorkomen dat hij zich aan het onderzoek zou onttrekken, verzocht Nederland direct om zijn uitlevering. Hij behoorde echter niet tot de vier mannen - drie Russen en een Oekraïner - die eerder waren genoemd. Volgens Nederland was Rusland daartoe op grond van het Europees Uitleveringsverdrag verplicht. Rusland levert eigen burgers niet uit, maar Nederlandse officieren van justitie merkten op dat er dan in dit geval geen belemmering zou zijn, omdat Tsemakh een Oekraïens staatsburger is.
Op 24 mei 2018 maakte het Joint Investigation Team bekend dat uit onderzoek definitief was gebleken dat de Boek-raket waarmee het vliegtuig was neergehaald, afkomstig was van de 53e brigade van het Russische leger in Koersk. Bovendien bleek dat op 23 juni 2014 een konvooi van circa vijftig voertuigen met zes Boek-raketinstallaties vanuit dit gebied naar Oekraïne was vertrokken. Op basis hiervan stelden Nederland en Australië de volgende dag Rusland aansprakelijk voor zijn aandeel in de ramp.
Op 19 juni 2019 maakte het JIT bekend dat het aanhoudingsbevelen uitgevaardigd heeft voor vier personen die worden verdacht van het neerhalen van vlucht MH17 en doen overlijden van de 298 inzittenden. De rechtszaak van het viertal is in maart 2020 in Nederland begonnen, in de extra beveiligde rechtbank op Schiphol, en de verdachten zijn op alle internationale opsporingslijsten geplaatst.

#### Bellingcat
Het onderzoekscollectief Bellingcat maakte op 25 mei 2018 bekend dat het samen met het Russische onderzoeksplatform The Insider de naam had achterhaald van een tweede hoge Russische militair, Oleg Ivannikov, die betrokken was bij het neerhalen van vlucht MH17. Ivannikov werkte ten tijde van de ramp bij de buitenlandse militaire inlichtingendienst GROe van Rusland.

### Juridische en diplomatieke aspecten
Op basis van het Verdrag van Montreal konden nabestaanden van de luchtvaartmaatschappij een schadevergoeding eisen van maximaal 150.000 Amerikaanse dollar per slachtoffer. Dit kon oplopen tot een miljoen als aansprakelijkheid van de vliegmaatschappij kan worden aangetoond. Malaysia Airlines is verzekerd tot een miljard dollar voor een dergelijke vliegramp. Omdat de bewuste vlucht een gecombineerde vlucht was van Malaysia Airlines en KLM, lag er ook een aansprakelijkheidsrisico bij KLM.
Het neerhalen van een (verkeers)vliegtuig is wellicht een schending van het internationaal recht. Het Nederlands Openbaar Ministerie begon daarom, in aanwezigheid van een officier van justitie ter plaatse, een oriënterend onderzoek.
De moeder van een Duitse passagier stelde Oekraïne aansprakelijk, omdat ten onrechte (een deel van) het luchtruim open was gesteld.
Op 15 juli 2015 werd bekend dat het plan voor de oprichting van een VN-tribunaal dat de verantwoordelijken voor de MH17-ramp zou gaan berechten, werd geblokkeerd door Rusland, dat over vetorecht beschikt binnen de Veiligheidsraad. Rusland voerde aan dat een onafhankelijk internationaal onderzoek zoals dat volgens resolutie 2166 had moeten gebeuren onmogelijk was, aangezien Russische experts nauwelijks toegang kregen tot het onderzoek naar de ramp. Rusland diende daarop eind juli 2015 bij de VN-Veiligheidsraad een eigen ontwerpresolutie in. Het Russische voorstel moest als alternatief dienen voor het Maleisische plan om een internationaal tribunaal op te richten dat de verantwoordelijken voor het neerhalen van de MH17 zou berechten.
Op 28 september 2016, vrijwel direct na het bekend worden van eindconclusies van het JIT dat de gebruikte Boek-raket uit Rusland afkomstig was, verwierpen woordvoerders van het Kremlin en de Russische ministeries van Buitenlandse Zaken en Defensie het onderzoek. Generaal-majoor Igor Konasjenkov verklaarde dat geen enkel Russisch raketsysteem de Russisch-Oekraïense grens kon zijn overgestoken. Naar aanleiding hiervan ontbood minister Bert Koenders de Russische ambassadeur in Den Haag. Rusland van zijn kant deed hierop hetzelfde met de Nederlandse ambassadeur in Rusland, Renée Jones-Bos.
In 2017 hebben de JIT-landen gekozen voor vervolging en berechting in Nederland bij een reguliere rechtbank, naar Nederlands recht, maar ingebed in een hechte en blijvende internationale samenwerking en steun. Ten behoeve van enkele aspecten hiervan is er een verdrag gesloten, het Verdrag tussen het Koninkrijk der Nederlanden en Oekraïne inzake internationale juridische samenwerking met betrekking tot misdrijven die verband houden met het neerhalen van vlucht MH17 van Malaysia Airlines op 17 juli 2014; Tallinn, 7 juli 2017.
Het ministerie van Justitie en Veiligheid besloot daarop dat, indien het Openbaar Ministerie een vervolgingsbeslissing zou nemen, deze rechtszaak zou dienen bij rechtbank Den Haag en dat het Justitieel Complex Schiphol in Badhoevedorp dan de locatie zou zijn.
Op 23 november 2018 werd bekend dat nabestaanden van 55 slachtoffers van de ramp van plan waren om Rusland bij het Europees Hof voor de Rechten van de Mens aan te klagen wegens het schenden van hun grondrechten en het frustreren van het onderzoek.
In januari 2019 schreef minister Grapperhaus van Justitie en Veiligheid in een brief aan de Tweede Kamer dat nabestaanden van MH17-slachtoffers gratis rechtsbijstand konden krijgen als zij als benadeelde partij zouden willen meedoen aan de strafzaak tegen de daders. Ook kregen ze de kans om hun geleden schade te verhalen als ze die nog niet via een andere weg vergoed zouden hebben gekregen.

### Strafproces te Schiphol
Op 9 maart 2020 begon in het Justitieel Complex Schiphol het strafproces over de ramp. Er zijn vier verdachten. Van hen was tot nu toe niemand aanwezig, ook niet via een videoverbinding. Oleg Poelatov liet zich als enige vertegenwoordigen door advocaten. Het Openbaar Ministerie verwachtte in deze complexe zaak, waarvan het dossier 36.000 pagina's telde, geen nieuwe verdachten te vervolgen. De verdediging wil verder in de zomer terugkomen op punten die verder onderzocht zouden moeten worden, zoals de vraag waarom het luchtruim boven Oekraïne ten tijde van de ramp maar beperkt gesloten was. De strafeis is levenslang voor elk.

### Europees Hof voor de Rechten van de Mens
Om zoveel mogelijk aan de klachten van nabestaanden tegemoet te komen, besloot de Nederlandse regering in juli 2020 om Rusland voor het Europees Hof voor de Rechten van de Mens te dagen. Naar aanleiding hiervan weigerde Rusland in oktober 2020 om nog verder met Nederland en Australië over het neerhalen van vlucht MH17 te praten. De twee landen waren volgens het Russische ministerie van Buitenlandse Zaken "niet geïnteresseerd in de waarheid".
Op 9 juli 2025 kwam het hof uiteindelijk tot de conclusie dat Rusland verantwoordelijk was voor het neerhalen van vlucht MH17. De rechter voerde voorts aan dat als gevolg van actieve Russische tegenwerking bij het onderzoek (zoals het verspreiden van desinformatie en het bemoeilijken van de toegang tot de rampplek)  het leed voor de nabestaanden van de vliegramp verder was verergerd. Het was voor het eerst dat een internationale rechtbank officieel een dergelijke uitspraak deed over het aandeel van Russische zijde in de ramp.

## Vonnissen rechtbank Den Haag
De rechtbank Den Haag veroordeelde op 17 november 2022 bij verstek de twee Russen Igor Girkin en Sergej Doebinski en de Oekraïner Leonid Chartsjenko voor betrokkenheid bij het neerhalen van het vliegtuig en de moord op de 298 inzittenden tot een levenslange gevangenisstraf. Zij waren niet degenen die de raket zelf hadden afgevuurd, maar in hun hoedanigheid als militairen hadden ze bewust een sturende rol gehad bij het proces dat leidde tot het afschieten van de Boek-raket. Ook moesten ze aan de nabestaanden een schadevergoeding van meer dan zestien miljoen euro betalen. De vierde verdachte, de Rus Oleg Poelatov – de enige van de vier die zich liet vertegenwoordigen door een advocaat – werd vrijgesproken. Volgens de rechter was niet bewezen dat hij enig aandeel had gehad in het afvuren van de raket, hoewel hij van het bestaan en de inzet ervan op de hoogte moet zijn geweest.
De rechtbank achtte bewezen dat vlucht MH17 werd geraakt door een Boek-raket die werd afgevuurd vanaf een landbouwveld nabij Pervomaiskyi in Oekraïne. Dit bleek volgens de rechtbank uit foto's van een rookspoor in de lucht, de verklaringen van een beschermde getuige, satellietbeelden, afgeluisterde telefoongesprekken en zendmastgegevens, foto's en video's van een Boek-TELAR die werd aan- en afgevoerd, en onderzoek van fragmenten in het lichaam van een bemanningslid en in het spant en de sponning van het vliegtuig. Het landbouwveld lag in door separatisten gecontroleerd gebied. Onderzoek in binnen- en buitenland leverde volgens de Haagse rechtbank geen sporen van manipulatie van bewijsmateriaal op. Alternatieve scenario's, zoals dat de Boek-raket vanuit een ander gebied zou zijn afgevuurd, werden door de rechtbank uitgesloten. Deelneming aan een terroristische – althans criminele – organisatie was niet tenlastegelegd.
Een dag na de veroordeling vroeg Australië bij Rusland om uitlevering van de drie veroordeelde verdachten. Rusland weigerde dit verzoek in te willigen.

## Vergelijkbare rampen
- Korean Air-vlucht 007 werd op 1 september 1983 boven de Sovjet-Unie neergehaald door een Russisch jachtvliegtuig, nadat het door een navigatiefout een verboden deel van het luchtruim van de Sovjet-Unie was binnengevlogen.
- Iran Air-vlucht 655 werd op 3 juli 1988 boven de Perzische Golf neergeschoten door een Amerikaanse luchtdoelraket, nadat het vermoedelijk onjuist was aangemerkt als militair doelwit.
- Siberia Airlines-vlucht 1812 werd op 4 oktober 2001 boven de Zwarte Zee neergeschoten met een S-200-luchtdoelraket, tijdens een militaire oefening van het Oekraïense leger op de Krim.
- Ukraine International Airlines-vlucht 752 werd op 8 januari 2020 kort na de start abusievelijk uit de lucht geschoten met een Iraanse luchtdoelraket. Alle 176 passagiers en bemanningsleden kwamen om het leven.